# Fenerbahçe Spor Kulübü 2018-2019 (pallavolo maschile)
Questa voce raccoglie le informazioni riguardanti il Fenerbahçe Spor Kulübü nelle competizioni ufficiali della stagione 2018-2019.

## Organigramma societario
Area direttiva
- Presidente: Ali Koç

Area tecnica
- Allenatore: Veljko Bašić (fino a novembre)[1], Mariusz Sordyl (da novembre)[1]
- Secondo allenatore: Kerem Eryılmaz
- Assistente allenatore: Ali Yılmaz
- Scoutman: Emre Yalçınkaya

## Rosa
| N° | Nome                | Ruolo | Data di nascita  | Nazionalità sportiva |
| -- | ------------------- | ----- | ---------------- | -------------------- |
| 1  | Ulaş Kıyak          | P     | 11 agosto 1981   | Turchia              |
| 2  | Wouter ter Maat     | O     | 7 maggio 1991    | Paesi Bassi          |
| 4  | Ahmet Büyükgöz      | S     | 1º giugno 2000   | Turchia              |
| 5  | Oğulcan Yatgın      | P     | 28 aprile 1997   | Turchia              |
| 6  | Kévin Klinkenberg   | S     | 4 ottobre 1990   | Belgio               |
| 7  | Anıl Durgut         | S     | 25 giugno 1997   | Turchia              |
| 8  | İzzet Ünver         | S     | 1º gennaio 1992  | Turchia              |
| 9  | Halil Kurt          | C     | 16 febbraio 1998 | Turchia              |
| 10 | Emre Batur          | C     | 21 aprile 1988   | Turchia              |
| 12 | Bertuğ Öndeş        | O     | 26 ottobre 1996  | Turchia              |
| 13 | Salvador Hidalgo    | S     | 27 dicembre 1985 | Cuba                 |
| 15 | Oğuzhan Karasu      | C     | 16 giugno 1995   | Turchia              |
| 16 | Ferhat Akdeniz      | C     | 26 ottobre 1986  | Turchia              |
| 17 | Caner Dengin        | L     | 15 dicembre 1987 | Turchia              |
| 18 | Ahmet Karataş       | L     | 31 marzo 1991    | Turchia              |
| 19 | Konstantin Čupković | S     | 2 gennaio 1987   | Serbia               |

## Statistiche

### Statistiche di squadra
| Competizione     | Punti | In casa | In casa | In casa | In trasferta | In trasferta | In trasferta | Totale | Totale | Totale |
| Competizione     | Punti | G       | V       | P       | G            | V            | P            | G      | V      | P      |
| ---------------- | ----- | ------- | ------- | ------- | ------------ | ------------ | ------------ | ------ | ------ | ------ |
| Efeler Ligi      | 40    | 15      | 11      | 4       | 17           | 8            | 9            | 32     | 19     | 13     |
| Coppa di Turchia | -     | 1       | 1       | 0       | 1            | 1            | 0            | 5      | 5      | 0      |
| Totale           | -     | 16      | 12      | 4       | 18           | 9            | 9            | 37     | 24     | 13     |

G = partite giocate; V = partite vinte; P = partite perse

### Statistiche dei giocatori
| Giocatore      | Campionato | Campionato | Campionato | Campionato | Campionato | Coppa di Turchia | Coppa di Turchia | Coppa di Turchia | Coppa di Turchia | Coppa di Turchia | Totale | Totale | Totale | Totale | Totale |
| Giocatore      | P          | PT         | AV         | MV         | BV         | P                | PT               | AV               | MV               | BV               | P      | PT     | AV     | MV     | BV     |
| -------------- | ---------- | ---------- | ---------- | ---------- | ---------- | ---------------- | ---------------- | ---------------- | ---------------- | ---------------- | ------ | ------ | ------ | ------ | ------ |
| F. Akdeniz     | 7          | 11         | 8          | 1          | 2          | 3                | 6                | 3                | 3                | 0                | 10     | 17     | 11     | 4      | 2      |
| E. Batur       | 32         | 284        | 174        | 92         | 18         | 4                | 24               | 9                | 14               | 1                | 36     | 308    | 183    | 106    | 19     |
| A. Büyükgöz    | 1          | 0          | 0          | 0          | 0          | 1                | 2                | 2                | 0                | 0                | 2      | 2      | 2      | 0      | 0      |
| K. Čupković    | 14         | 127        | 106        | 12         | 9          | 3                | 11               | 9                | 0                | 2                | 17     | 138    | 115    | 12     | 11     |
| C. Dengin      | 22         | 0          | 0          | 0          | 0          | 3                | 0                | 0                | 0                | 0                | 25     | 0      | 0      | 0      | 0      |
| A. Durgut      | 0          | 0          | 0          | 0          | 0          | 0                | 0                | 0                | 0                | 0                | 0      | 0      | 0      | 0      | 0      |
| S. Hidalgo     | 17         | 344        | 294        | 9          | 41         | 3                | 66               | 54               | 4                | 8                | 20     | 410    | 348    | 13     | 49     |
| O. Karasu      | 29         | 109        | 73         | 24         | 12         | 5                | 16               | 9                | 5                | 2                | 34     | 125    | 82     | 29     | 14     |
| A. Karataş     | 22         | 0          | 0          | 0          | 0          | 5                | 0                | 0                | 0                | 0                | 27     | 0      | 0      | 0      | 0      |
| U. Kıyak       | 31         | 54         | 23         | 26         | 5          | 4                | 8                | 4                | 1                | 3                | 35     | 62     | 27     | 27     | 8      |
| K. Klinkenberg | 31         | 285        | 242        | 28         | 15         | 5                | 51               | 43               | 1                | 7                | 36     | 336    | 285    | 29     | 22     |
| H. Kurt        | 14         | 79         | 55         | 20         | 4          | 2                | 1                | 0                | 0                | 1                | 16     | 80     | 55     | 20     | 5      |
| B. Öndeş       | 6          | 2          | 1          | 1          | 0          | 2                | 7                | 5                | 1                | 1                | 8      | 9      | 6      | 2      | 1      |
| W. ter Maat    | 32         | 659        | 567        | 55         | 37         | 5                | 88               | 76               | 11               | 1                | 37     | 747    | 643    | 66     | 38     |
| İ. Ünver       | 30         | 79         | 64         | 12         | 3          | 5                | 22               | 16               | 5                | 1                | 35     | 101    | 80     | 17     | 4      |
| O. Yatgın      | 26         | 27         | 12         | 12         | 3          | 5                | 8                | 3                | 4                | 1                | 31     | 35     | 15     | 16     | 4      |

P = presenze; PT = punti totali; AV = attacchi vincenti; MV = muri vincenti; BV = battute vincenti